# ميلتون ونايت
ميلتون ونايت (بالإنجليزية: Milton Knight)‏ هو فنان أمريكي، ولد في 12 مايو 1962 في مينيولا في الولايات المتحدة.

## وصلات خارجية
- الموقع الرسمي
- ميلتون ونايت على موقع IMDb (الإنجليزية)
- ميلتون ونايت على موقع قاعدة بيانات الفيلم (الإنجليزية)